# Mosquée Fatih Sultan Mehmet
La mosquée Fatih Sultan Mehmet (en albanais : Xhamia e Sulltan Mehmet Fatihut), également connue sous le nom de cathédrale Saint-Étienne de Shkodër à Rozafa (en albanais : Katedralja e Shën Shtjefnit në Rozafë, en latin : Ecclesia cathedralis Sancti Stephani de Scutaro) est un bâtiment du XIIIe siècle situé dans l'enceinte du château de Rozafa, près de Shkodër, en Albanie.

## Histoire
La cathédrale a été construite dans le château de Rozafa au XIIIe siècle et agrandie aux XIVe et XVe siècles alors qu'elle était sous possession de Venise. En 1319, Don Andrea de Shkodër fit venir de Raguse des charpentiers pour aider à la rénovation de la zone de l'église dédiée au chœur. Une autre rénovation est mentionnée en 1403 par le capitaine général de Shkodër de l'époque, qui apporta de Raguse 5 000 tuiles pour couvrir le toit de l'église.
La typologie de construction est similaire à celle utilisée dans l'abbaye de Ratac, dans l'actuel Monténégro, qui a été construite plus tard, ainsi que dans l'église de Šas. Il possédait une cella, couverte par un toit, ainsi qu'un autel caractérisé par des voûtes en croisée d'ogives. L'autel avait la seule fenêtre de l'église. La cathédrale présente des éléments de construction de type dominicain et franciscain.
Près de l'église devait exister la maison de l'évêque, dont l'existence est attestée depuis 1251. Cependant, après le siège de Shkodra en 1478-1479, l'évêque n'était plus autorisé à résider dans le château. Les Ottomans transformèrent l'église en mosquée en 1685. Après cette année-là, parmi les objets de l'ancienne église, l'ancien organon fut conservé, comme trophée de guerre, à l'intérieur de la mosquée. Lorsque la cathédrale devint une mosquée en 1685, elle portait le nom de mosquée de Mehmet le Conquérant (en albanais : Xhamia e Mehmet Fatihut). Un minaret a été construit sur le côté sud de l'ancienne cathédrale et, dans une niche de l'autel, a été construit un mihrab.
À proximité de l'église, jusqu'en 1951, existait une auberge, appelée L'Auberge de Noka (en albanais : Hani i Nokës), qui semble avoir été construite sur les fondations de la maison de l'évêque.
En 1939, le prêtre et albanologue italien Zef Valentini a suggéré des moyens de réaliser des travaux de restauration sur l'église,. Une tentative planifiée de reconvertir la mosquée en son église d'origine, partiellement parrainée par les États-Unis, n'a pas été appréciée par la communauté musulmane de Shkodër, et l'ambassadrice des États-Unis, Marcy Ries, a promis de réévaluer le financement du projet.
Les ruines de cette église-mosquée présentent une dikka, un mihrab et les restes d'un grand minaret. La mosquée Fatih Sultan Mehmet est l'un des rares bâtiments du Moyen Âge à Shkodër et est la seule mosquée qui a partiellement survécu à Shkoder pendant la dictature d'Enver Hoxha, qui a détruit les 36 mosquées de Shkodër.